# Le Pecq
Le Pecq (auch Le Pecq-sur-Seine) ist eine französische Gemeinde mit 15.858 Einwohnern (Stand 1. Januar 2022) im Département Yvelines in der Region Île-de-France.

## Geografie
Le Pecq liegt ca. 20 Kilometer westlich von Paris. Direkte Nachbarorte sind Saint-Germain-en-Laye und Le Vésinet.

## Geschichte
Le Pecq wurde erstmals im Jahr 704 in einer Urkunde des Frankenkönigs Childebert III. erwähnt. Größere Bekanntheit erlangte Le Pecq jedoch erst im Jahre 1837, als die erste Eisenbahnstrecke Frankreichs zwischen Paris und Le Pecq von Königin Maria Amalia von Neapel-Sizilien eingeweiht wurde. Seitdem besuchten viele Pariser Le Pecq, um der lauten Großstadt zu entfliehen.
Le Pecq konnte bis heute etwas von seinem Charme bewahren und ist insbesondere durch die unmittelbare Nähe zu Saint-Germain-en-Laye, der historischen Geburtsstadt Ludwigs XIV., und den  Schlossanlagen von Versailles ein beliebtes Reiseziel.

## Städtepartnerschaften
Deutsche Partnerstadt von Le Pecq ist Hennef in Nordrhein-Westfalen.
Weitere Partnerschaften pflegt Le Pecq mit der spanischen Stadt Aranjuez und der Barnes Community Association im Südwesten Londons.

## Persönlichkeiten
- Jacques Tati (1907–1982), Regisseur und Schauspieler
- Robert Bréchon (1920–2012), Dichter und Lusitanist